# Rhynchophorus
Genre
Rhynchophorus est un genre d'insectes coléoptères de la famille des Dryophthoridae. Ses espèces sont ravageuses des cocotiers.

## Systématique
- Le genre a été décrit par l'entomologiste Johann Friedrich Wilhelm Herbst en 1795[1].
- L'espèce type pour le genre est Rhynchophorus ferrugineus (Olivier, 1790)

### Synonyme
- Cordyle Thunberg, 1797

### Taxinomie
Liste des espèces
- Rhynchophorus bilineatus (Montrouzier, 1857)
- Rhynchophorus cruentatus (Fabricius, 1775)
- Rhynchophorus distinctus Wattanapongsiri, 1966
- Rhynchophorus ferrugineus (Olivier, 1790)
- Rhynchophorus labatus Ritsema, 1882
- Rhynchophorus palmarum (Linnaeus, 1758)
- Rhynchophorus phoenicis (Fabricius, 1801)
- Rhynchophorus quadrangulus Quedenfeldt, 1888
- Rhynchophorus richteri Wattanapongsiri, 1966
- Rhynchophorus vulneratus (Panzer, 1798)

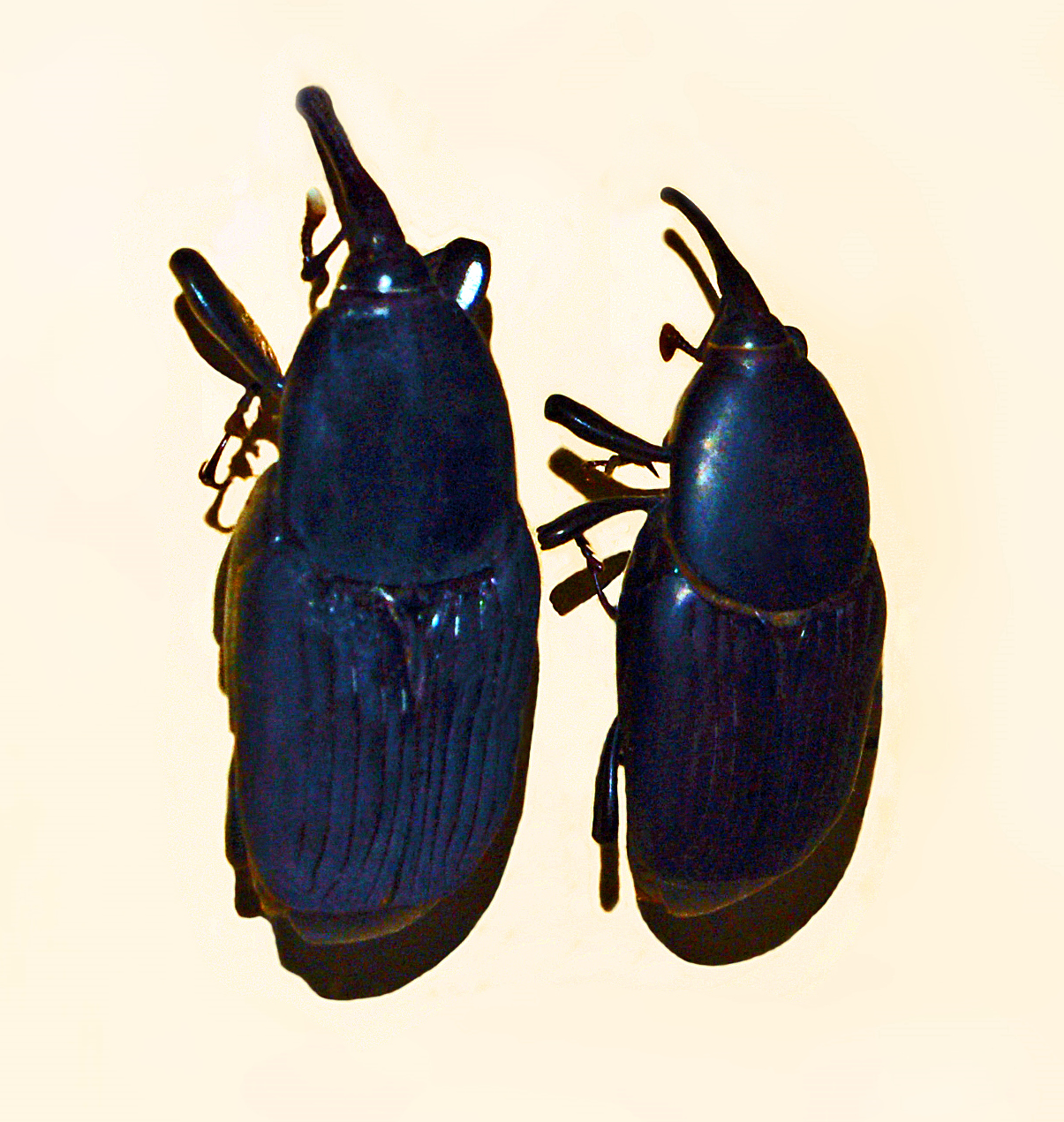
Rhynchophorus bilineatus
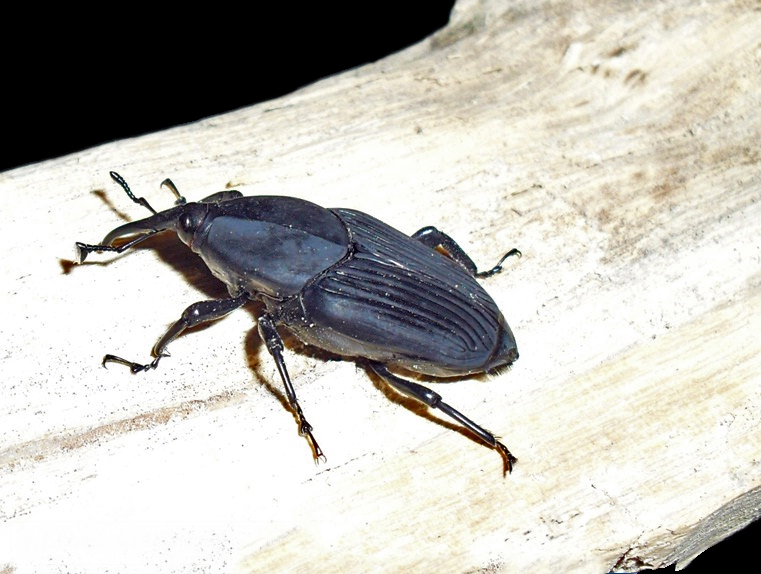
Rhynchophorus palmarum
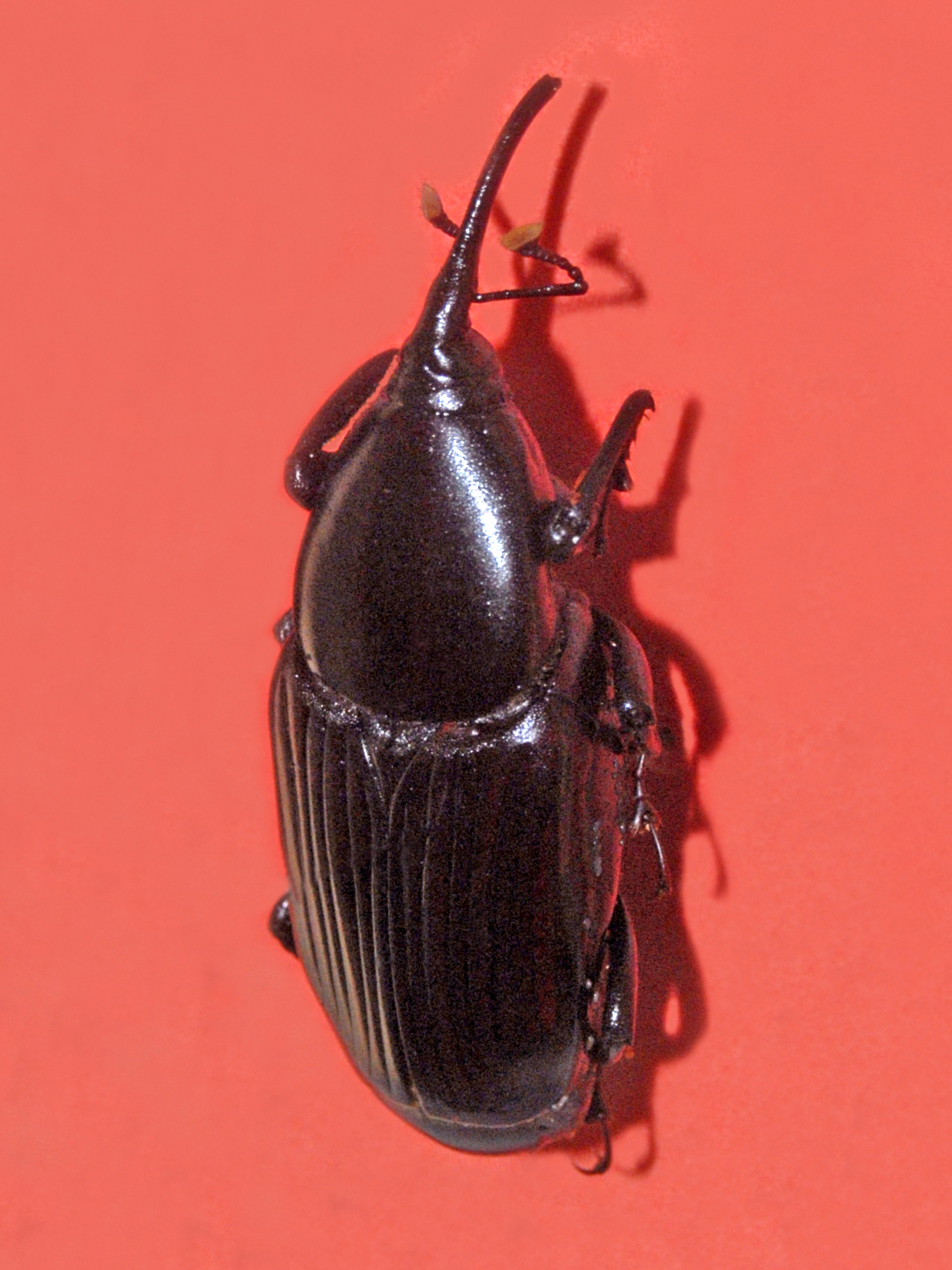
Rhynchophorus phoenicis